# LG Velvet
Le LG Velvet est un smartphone fabriqué et commercialisé par la marque sud-coréenne LG en 2020. Il représente le haut de gamme de LG, fait suite au LG G8 ThinQ.
Il peut être manipulé à l'aide d'un stylet.